# Mano Menezes
Luiz Antonio Venker Menezes (Passo do Sobrado, 11 juni 1962) is een Braziliaans voetbaltrainer en voormalig bondscoach van het Corinthians.

## Carrière
Menezes speelde zelf nooit profvoetbal maar kwam in de late jaren 70 en begin jaren 80 wel als verdediger uit voor Guarani de Venâncio Aires. Daarna besloot hij fitnesstrainer te worden.
In 2005 werd hij coach van Grêmio en behaalde hij zijn eerste successen als hoofdtrainer. Tijdens het eerste seizoen wist hij zijn ploeg naar het hoogste niveau te leiden. Twee jaar later wist hij de finale van de Copa Libertadores te bereiken, die werd verloren van Boca Juniors. Het daaropvolgende seizoen verhuisde Menezes naar Corinthians. Ook deze club wist hij terug te brengen naar het hoogste niveau.
In juli 2010 werd hij aangesteld als nieuwe bondscoach van het Braziliaanse elftal. Hij werd de opvolger van Dunga die opstapte nadat hij op het WK 2010 in de kwartfinale werd uitgeschakeld door Nederland. Menezes bleek echter niet de eerste keus te zijn, de voorkeur van de Braziliaanse voetbalbond ging in eerste instantie uit naar Muricy Ramalho. Deze coach van Fluminense werd echter door zijn club niet in de gelegenheid gesteld om van werkgever te wisselen. Menezes moest het nationale elftal in 2014 de wereldtitel bezorgen in eigen land, maar werd voortijdig op 23 november 2012 ontslagen.

## Erelijst
Met Grêmio:
- Campeonato Brasileiro Série B: 2005
- Campeonato Gaúcho: 2006, 2007

Met Corinthians:
- Campeonato Brasileiro Série B: 2008
- Campeonato Paulista: 2009
- Copa do Brasil: 2009

1 Gabriel ·
2 Rafael ·
3 Thiago Silva  ·
4 Juan Jesus ·
5 Sandro Raniere ·
6 Marcelo ·
7 Lucas Moura ·
8 Rômulo ·
9 Leandro Damião ·
10 Oscar ·
11 Neymar ·
12 Hulk ·
13 Bruno Uvini ·
14 Danilo ·
15 Alex Sandro ·
16 Ganso ·
17 Alexandre Pato ·
18 Neto ·
Coach: Menezes